# Natallja Salahub
Natallja Salahub (belarussisch Наталля Салагуб, engl. Transkription Natallya Salahub, russisch Наталья Валерьевна Сологуб – Natalja Walerjewna Sologub – Natalya Sologub; * 31. März 1975 in Minsk) ist eine belarussische Sprinterin, die ihre größten Erfolge in Staffelwettbewerben feierte.

## Sportliche Erfolge
Salahub nahm an den Olympischen Sommerspielen 2000 in Sydney und 2004 in Athen teil. Sie gewann Silbermedaillen mit der 4-mal-400-Meter-Staffel ihres Landes bei den Hallenweltmeisterschaften 2004 in Budapest und 2006 in Moskau.
In der 4-mal-100-Meter-Staffel gewann Salahub gemeinsam mit Julija Neszjarenka, Alena Neumjarschyzkaja und Aksana Drahun die Bronzemedaille bei den Weltmeisterschaften 2005 in Helsinki in nationaler Rekordzeit von 42,56 s, wobei sich das belarussische Team nur den Mannschaften der USA und Jamaikas geschlagen geben musste.

## Dopingsperre
Während der Weltmeisterschaften 2001 wurde Salahub bei einem Dopingtest das Nandrolon-Abbauprodukt Norandrosteron nachgewiesen. Sie wurde deshalb für zwei Jahre wegen Dopings gesperrt.

## Bestleistungen
- 60 m (Halle): 7,28 s, 28. Januar 2005, Minsk
- 100 m: 11,30 s, 2. Juli 2005, Brest
- 200 m: 22,82 s, 4. Juli 2005, Brest
  - Halle: 23,52 s, 13. Januar 1999, Minsk
- 400 m: 51,61 s, 17. Juni 2001, Warschau
  - Halle: 52,93 s, 23. Januar 2001, Minsk